# 瓜加林環礁

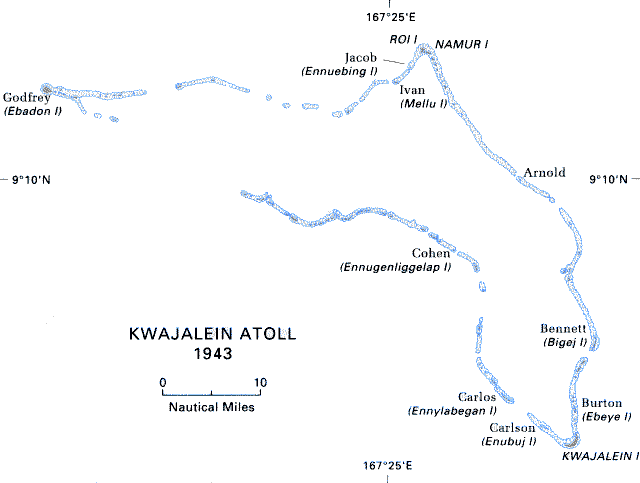
二战时的地图，其中如 Jacob, Arnold等地名为战时代码，如今已不再使用

瓜加林環礁（英語： /ˈkwɑːdʒəlɪn/；馬紹爾語： [kʷuwɑzʲ(ɛ)lʲɛːnʲ]；美國居民常別稱瓜吉 ( /kwɑːdʒ/)），是馬紹爾群島共和國一部分（RMI），位於拉利克礁鏈，夏威夷檀香山西南2,100海里（3900公里），北緯8度43分，東經167度44分。瓜加林環礁加上海水區域，經測量後，是世界的最大的珊瑚環礁的之一；包括97個小島，土地面積16.4平方公里。圍攏著世界上最大的鹽水湖之一，面積為2174平方公里。
美國在1944年以軍事力量從日本帝国手中取得瓜加林環礁，當時美國以軍事目的為掠取目標，不像其他附近的環礁如比基尼環礁（Bikini Atoll）、朗格里克環礁（Rongerik Atoll）、埃內韋塔克環礁（Eneuetak Atoll）等，這些環礁在1940年代到1950年代都曾由美國能源部試爆核彈及輻射塵控制試驗，但瓜加林環礁則因例外而未遭到毀滅。在97個島嶼中的11個為罗纳德·里根防禦飛彈測試場（Ronald Reagan Ballistic Missile Defense Test Site，簡稱雷根測試場或RTS），在以前叫做瓜加林飛彈發射場，雷根防禦彈道飛彈測試場包括雷達光學無線電遙測及運輸設備這些設施用來矯正飛彈彈道、攔截飛彈測試及太空戰爭的支援。瓜加林環礁架設三座地面天線其中的一座（其他的兩座分別架設在迪哥加西亞岛（Diego Gareia）和亚森松島（Ascension Island）可用來支援全球定位系統（GPS）的軍事計畫運行系統。在不久之前，此地吸引Space X前來建設廣大的基礎設施並在歐姆雷克島（Omelek Island）建造獵鷹一號火箭及獵鷹五號火箭的發射台。美國陸軍藉由可用的科技並爭取貿易以換取建發射場的費用。
瓜加林島為瓜加林環礁中最南也最大的島；最北方且為第二大島是羅伊雷蒙這兩個主要島嶼為美國駐地人員及親屬之居住地，他們居住在拖車屋（永久固定於某處可放置大拖車）或民房中。单身的駐地人員居住在公寓式建築裡，瓜加林島的人口約2500人且全部都是美國人員。在初期島內交通使用腳踏車而房舍免費提供給駐地人員。

## 外部連結
馬紹爾群島目前的發展
- Yokwe Online, the largest Marshallese web presence online （页面存档备份，存于）
- Embassy of the Republic of the Marshall Islands （页面存档备份，存于）

運輸
- KWA - Kwajalein's airport, Bucholz Army Airfield （页面存档备份，存于）
- Air Marshall Islands
- Continental Air Micronesia （页面存档备份，存于）

歷史
- World War II and Kwajalein
- World War II Kwajalein photos （页面存档备份，存于）
- World War II Kwajalein photos （页面存档备份，存于）

瓜加林環礁上的工作
- U.S. Army Space & Missile Defense Command, Reagan Test Site
- work performed at Reagan Test Site （页面存档备份，存于）
- Bechtel summary of Kwajalein
- Kwajalein Range Services overview and job opportunities （页面存档备份，存于）

瓜加林環礁社區
- Kwajalein's newspaper, The Hourglass
- Kwajalein Amateur Radio Club V73AX （页面存档备份，存于）
- Kwajalein Scuba Club
- Kwajalein Yacht Club （页面存档备份，存于）
- Kwajalein housing
- Kwajalein Junior/Senior High School & George Seitz Elementary School （页面存档备份，存于）